# Бойчук, Тарас Николаевич
Тара́с Никола́евич Бойчу́к (укр. Тарас Миколайович Бойчук; род. 17 марта 1966, Лукавцы, Черновицкая область) — украинский учёный в области хронобиологии и хронотоксикологии, доктор медицинских наук (1999), профессор (2002), ректор Буковинского государственного медицинского университета (2010), председатель правления Ассоциации выпускников Буковинского государственного медицинского университета (2012). Академик АН ВШ Украины (с 2010).

## Образование, научные степени и звания
В 1989 окончил Черновицкий государственный медицинский институт по специальности «лечебное дело».
Кандидат медицинских наук с 1995. Доктор медицинских наук с 1999 года, профессор с 2002.

## Карьера
После окончания института прошёл путь от старшего лаборанта до заведующего лаборатории гигиены воды и санитарной охраны водоёмов научно-исследовательского института медико-экологических проблем МЗ Украины.
После защиты кандидатской диссертации (1994) работал ассистентом, затем — доцентом кафедры медицинской биологии и генетики Буковинской государственной медицинской академии.
В 1999 защитил докторскую диссертацию. В 2002 году получил учёное звание профессора. С 2000 по 2003 работал деканом педиатрического и медицинского факультетов Буковинской государственной медицинской академии.
В 2004—2007 работал в Министерстве здравоохранения Украины на должности заместителя начальника отдела образования и науки Департамента кадровой политики, образования и науки. С 2007 — ректор Киевского медицинского университета Украинской ассоциации народной медицины, заведующий кафедрой нормальной физиологии и медицинской биологии.
7 апреля 2010 приказом МИНЗДРАВА назначен и. о. ректора Буковинского государственного медицинского университета.
12 ноября 2010 года на Конференции трудового коллектива БГМУ путём тайного голосования избран ректором Буковинского государственного медицинского университета.

## Научные интересы
Направления научных исследований: хронобиология. Сфера научных интересов: хронотоксикология, лазерная поляриметрия биологических объектов.
Автор 164 научных работ, в том числе 10 учебных пособий и 8 монографий.
Подготовил трёх кандидатов наук, одного доктора наук, руководит подготовкой 3 докторантов и 2 аспирантов.
Является главным редактором научно-практических журналов «Клиническая и экспериментальная патология», «Буковинский медицинский вестник» Архивная копия от 16 января 2013 на Wayback Machine, «Неонатология, хирургия и перинатальная медицина» Архивная копия от 18 ноября 2012 на Wayback Machine.
Член редакционной коллегии научно-практического журнала «Медицинское образование».

## Награды
- Почетными грамотами Министерство здравоохранения Украины (2000, 2005),
- Благодарностью Кабинета Министров Украины (2004),
- Почётной грамотой Министерства образования и науки Украины (2009),
- премией им. Ю. Федьковича Черновицкой городского совета,
- Почётным знаком «За развитие образования» (2009),
- грамотами Черновицкого городского совета и Буковинской государственной медицинской академии,
- премиями имени Б. Л Радзиховский (2011), имени Емельяна Поповича (2011)

## Семья
Женат. Жена — Ирина, сын — Игорь.